# Riseley, Berkshire
Riseley är en by i Wokingham distrikt i Berkshire grevskap i England. Byn är belägen 9,9 km 
från Reading. Orten har 608 invånare (2015).